# Atmosfera Wenus
Atmosfera Wenus – warstwa gazów otaczająca planetę Wenus.
Składa się głównie z dwutlenku węgla i jest dużo gęstsza oraz gorętsza od atmosfery Ziemi. Temperatura przy powierzchni planety wynosi 740 K (467 °C), ciśnienie 93 bary (9,3 MPa, równe panującemu około 900 m pod powierzchnią wody na Ziemi), natomiast gęstość 67 kg/m³. W atmosferze Wenus obecne są nieprzezroczyste chmury kwasu siarkowego, co powoduje, że powierzchnia planety nie jest widoczna ani z Ziemi, ani sond orbitalnych – jej ukształtowanie znane jest wyłącznie na podstawie badań radarowych. Oprócz dwutlenku węgla drugim głównym składnikiem atmosfery jest azot, którego zawartość wynosi 3,5%; pozostałe gazy znajdują się w ilościach śladowych.
Poza samą powierzchnią, gdzie wiatry nie przekraczają 2,8 m/s (10 km/h), atmosfera Wenus znajduje się w intensywnym ruchu. W najniższej z jej warstw, troposferze, wieją potężne wiatry (100 m/s, 360 km/h). Prędkość ta jest szczególnie duża w porównaniu z powolną rotacją Wenus: planeta obraca się wokół własnej osi w ciągu 243 dni ziemskich, wiatry natomiast okrążają ją w jedynie 4 dni, czyli 60 razy szybciej – zjawisko to nazywane jest superrotacją. Ponad troposferą znajduje się spokojniejsza pod tym względem mezosfera, a ponad nią termosfera. Przepływ gazów w termosferze ponownie się wzmaga, ale według zupełnie innego schematu – ogrzane i częściowo zjonizowane gazy przepływają tam z dziennej na nocną stronę planety.
W przeciwieństwie do Ziemi Wenus nie generuje własnego pola magnetycznego. W wyniku oddziaływania planety z cząstkami wiatru słonecznego posiada ona wprawdzie tak zwaną magnetosferę indukowaną, nie stanowi ona jednak tak skutecznego zabezpieczenia przed wiatrem słonecznym, jak jest to na przykład w przypadku Ziemi – lżejsze gazy, w tym para wodna, są stale porywane („wydmuchiwane”) z atmosfery planety. Podejrzewa się, że atmosfera Wenus około 4 miliardy lat temu była dużo bardziej zbliżona do ziemskiej (zob. pierwsza, druga i trzecia atmosfera Ziemi), umożliwiając występowanie ciekłej wody na powierzchni planety. Para powstała w wyniku wyparowania powierzchniowych zbiorników mogła stanowić pierwszy gaz cieplarniany, który przed ucieczką w przestrzeń kosmiczną zdążył zapoczątkować wzrost stężenia kolejnych. Doprowadziło to do niekontrolowanego efektu cieplarnianego, który ukształtował planetę taką, jaką jest dzisiaj.
Mimo ekstremalnych warunków panujących na powierzchni planety, ciśnienie i temperatura panujące na wysokości 50–65 km są prawie takie same, jak przy powierzchni Ziemi. Górne warstwy atmosfery Wenus są w związku z tym najbardziej zbliżonym do Ziemi środowiskiem w całym Układzie Słonecznym, bardziej nawet niż powierzchnia Marsa. Ponieważ powietrze ziemskie jest rzadsze od atmosfery Wenus, możliwe fizycznie byłoby stworzenie napełnionych nim balonów, które utrzymywałyby stałą wysokość i zapewniały warunki do życia dla ludzi. Z tego powodu górne warstwy atmosfery Wenus są proponowane jako miejsce badań, a nawet kolonizacji planety.
Pierwszą osobą, która wysunęła hipotezę o obecności atmosfery na Wenus, był rosyjski uczony Michaił Łomonosow. Podczas końcowej fazy tranzytu Wenus w roku 1761 zaobserwował on łuk światła po stronie planety, która nie znajdowała się już bezpośrednio na tle Słońca. Zjawisko to wytłumaczył refrakcją w atmosferze.

## Skład

Skład atmosfery Wenus. Wykres po prawej, na szarym tle, przedstawia rozkład zawartości gazów śladowych, które w sumie stanowią mniej niż 0,1% atmosfery.

Atmosfera Wenus składa się w 96,5% z dwutlenku węgla, 3,5% azotu oraz śladowych ilości innych gazów, przede wszystkim dwutlenku siarki. Zawartość azotu w atmosferze jest względnie mała w porównaniu do zawartości dwutlenku węgla, jednak ponieważ atmosfera jest dużo gęstsza niż na Ziemi, jego całkowita ilość jest czterokrotnie większa niż na Ziemi, gdzie stanowi on 78% atmosfery.
Atmosfera zawiera szereg innych związków, których udział procentowy jest niewielki. Są to między innymi chlorowodór (HCl), fluorowodór (HF), a także tlenek węgla, para wodna i, w wysokich warstwach, atomowy tlen. Wodoru z kolei jest stosunkowo niewiele; uważa się, że duża jego część została utracona w wyniku ucieczki atmosferycznej, a większość jego pozostałości związana jest w postaci kwasu siarkowego (H2SO4) oraz siarkowodoru (H2S). Mocnym argumentem za tą teorią jest bardzo wysoki udział deuteru w stosunku do 1H, zmierzony w atmosferze Wenus. Stosunek ten wynosi około 0,015–0,025, czyli 100–150 razy więcej niż wartość 1,6×10−4 zmierzona w atmosferze ziemskiej, a w mezosferze znajduje się go 2,5 raza więcej niż w troposferze. Lżejsze gazy w większym stopniu podlegają mechanizmowi ucieczki, co zgadza się z obserwowanym zubożeniem atmosfery w izotop wodoru 1H w stosunku do dwukrotnie cięższego deuteru.

## Troposfera
Atmosfera podzielona jest na różne warstwy, w zależności od odległości od powierzchni planety. Najgęstsza część atmosfery, troposfera, zaczyna się przy powierzchni i rozciąga się do wysokości około 65 km. Przy samej powierzchni Wenus, w planetarnej warstwie granicznej, panują bardzo wysokie ciśnienia i temperatury, a wiatry są powolne, jednak na górze troposfery temperatura i ciśnienie zbliżone są do ziemskich, a wiatry nabierają prędkości do 100 m/s.
Ciśnienie atmosferyczne na powierzchni Wenus jest około 92-krotnie wyższe niż na Ziemi, co stanowi wartość porównywalną z ciśnieniem około 900 m poniżej poziomu ziemskiego oceanu. Atmosfera ma sumaryczną masę 4,8×1020 kg, około 93 razy więcej, niż masa atmosfery ziemskiej. Gęstość powietrza na poziomie gruntu to 67 kg/m³, czyli jest 56 razy większa niż ziemskiego powietrza i tylko 15 razy mniejsza niż ciekłej wody. Ciśnienie na powierzchni jest na tyle wysokie, że dwutlenek węgla ściśle rzecz biorąc nie jest gazem, gdyż występuje w stanie nadkrytycznym. Powierzchnia planety pokryta jest więc morzem nadkrytycznego dwutlenku węgla, który bardzo skutecznie przenosi ciepło i wyrównuje temperatury pomiędzy półkulą „dzienną” a „nocną”.
Duża zawartość CO2 w atmosferze, a także para wodna i dwutlenek siarki wywołują na Wenus silny efekt cieplarniany, zatrzymując energię słoneczną przed odbiciem z powrotem w przestrzeń kosmiczną. W konsekwencji temperatura powierzchni Wenus wynosi około 740 K (467 °C), więcej niż na jakiejkolwiek innej planecie w Układzie Słonecznym, włącznie z Merkurym, który mimo znacznie większego nasłonecznienia pozbawiony jest atmosfery i znaczną jego część odbija z powrotem. Średnia temperatura na powierzchni planety przekracza temperaturę topnienia ołowiu (600 K, 327 °C), a nawet cynku (693 K, 420 °C).
Troposfera Wenus zawiera 99% masy całej atmosfery, a 90% masy atmosfery znajduje się do 28 km od powierzchni; dla porównania 90% masy atmosfery Ziemi znajduje się poniżej wysokości 10 km. Na wysokości 50 km ciśnienie atmosfery Wenus jest z grubsza równe panującemu na powierzchni Ziemi. Po nocnej stronie planety chmury ciągną się aż do wysokości 80 km.
Wysokość, na której troposfera Wenus najbardziej przypomina warunki ziemskie, to okolice tropopauzy. Według pomiarów sond Magellan oraz Venus Express pomiędzy 52,5 a 54 km temperatura zawiera się pomiędzy 293 K (20 °C) a 310 K (37 °C), a ciśnienie na wysokości 49,5 km jest równe ziemskiemu na poziomie morza.

### Cyrkulacja w troposferze
Na Wenus, w związku z niewielkim tempem jej rotacji, efekt Coriolisa jest znacznie słabszy niż na Ziemi, a wiatry kształtuje równowaga pomiędzy gradientem ciśnienia a siłą odśrodkową – ten reżim nazywany jest przybliżeniem cyklostroficznym i charakteryzuje się on wiatrami wiejącymi niemal wyłącznie wzdłuż równoleżników. Dla porównania, rotacja Ziemi wokół osi jest znacznie szybsza i związana z nią siła Coriolisa ma duży wpływ na kształtowanie się ziemskich wiatrów. Prowadzi to do dominacji w jej atmosferze wiatrów geostroficznych – wynikających z równowagi pomiędzy gradientem ciśnienia a siłą Coriolisa. Z przyczyn technicznych prędkość wiatrów na Wenus może być bezpośrednio mierzona przez orbitujące sondy jedynie w okolicach tropopauzy, pomiędzy 60 a 70 km nad powierzchnią planety, gdzie znajduje się górna warstwa chmur. Ruch chmur obserwowany jest zazwyczaj w ultrafiolecie, gdzie kontrast pomiędzy nimi jest najsilniejszy. Prędkości liniowe wiatru na tej wysokości wynoszą 100 ± 10 m/s poniżej 50° równoleżnika. Wiatry wieją w kierunku zgodnym z kierunkiem rotacji samej planety i szybko słabną w stronę większych szerokości planetograficznych, ustając na biegunach planety. Tak silne wiatry okrążają planetę szybciej, niż obraca się ona wokół własnej osi – zjawisko to zwane jest superrotacją. Superrotacja na Wenus nie jest jednostajna, lecz zależy od szerokości planetograficznej – na równiku troposfera porusza się w stosunku do powierzchni planety szybciej, niż ma to miejsce bliżej biegunów. Oprócz różnic między szerokościami planetograficznymi prędkość wiatru zależy również mocno od wysokości nad powierzchnią planety – poniżej równoleżników ±50° spada ona w kierunku powierzchni z gradientem 3 m/s na km. Wiatry bezpośrednio przy powierzchni są dużo wolniejsze niż na Ziemi, wieją z prędkością średnią 0,3–1 m/s i nie przekraczają w porywach 2 m/s. Wobec bardzo dużej gęstości atmosfery nawet taka prędkość oznacza wystarczającą energię kinetyczną do przenoszenia pyłu i małych kamyków, podobnie jak powolny prąd wody.

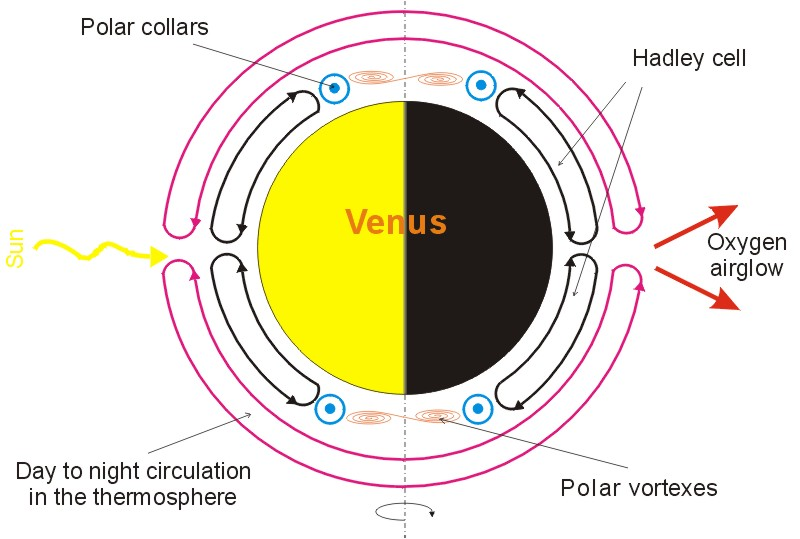
Schemat cyrkulacji atmosferycznej w osi północ-południe. Widoczne są występujące w troposferze komórki Hadleya, które rozprowadzają powietrze od równika do około ±60° równoleżnika, gdzie zaczynają się pasy polarne oraz występujące w nich wiry. Powyżej, w termosferze, występuje cyrkulacja przenosząca ciepły gaz z dziennej strony Wenus na półkulę, gdzie panuje noc. Należy podkreślić, że zilustrowana tu cyrkulacja jest dużo mniej znacząca, niż potężne wiatry wiejące w osi wschód-zachód.

Kluczowym czynnikiem powodującym wiatry na Wenus jest konwekcja. W troposferze ciepłe powietrze unosi się w obszarach równikowych, gdzie nasłonecznienie jest najsilniejsze, po czym wędruje na bieguny – ten schemat przepływu troposfery obejmujący prawie całą planetę nazywany jest cyrkulacją Hadleya. Prędkość wiatrów wiejących w osi północ-południe jest jednak znacznie mniejsza, niż strefowych wiatrów wiejących wzdłuż równoleżników. Granicą komórki Hadleya, obejmującej większość planety, są równoleżniki ±60°, gdzie ciepłe powietrze opada i zaczyna powracać na równik pod warstwą chmur. Poparcie dla tego modelu stanowią pomiary rozkładu tlenku węgla w atmosferze Wenus, który skupiony jest głównie w obszarze, gdzie te prądy zawracają. Dalej w stronę biegunów planety cyrkulację dominują inne zjawiska – pomiędzy równoleżnikami 60° a 70° występują zimne, polarne pasy. Charakteryzują się one temperaturą o 30–40 K niższą, niż w górnej troposferze na sąsiednich szerokościach planetograficznych. Występują tam też gęstsze i ciągnące się wyżej chmury, znajdujące się na wysokości 70–72 km nad powierzchnią planety, czyli około 5 km wyżej, niż w okach występujących tam wirów. Przyczyną obydwu zjawisk jest prawdopodobnie powodowany przez wiatry na granicy komórki Hadleya wyrzut powietrza w górę, które ulega chłodzeniu adiabatycznemu. Możliwe jest też, że istnieje związek pomiędzy pasami polarnymi a szybkimi prądami strumieniowymi w okolicach 55–60° szerokości planetograficznej, które są naturalną konsekwencją cyrkulacji Hadleya.
Przy obydwu biegunach planety występują też wiry polarne, otoczone przez zimne pasy polarne. Są to gigantyczne, huraganokształtne układy burzowe, czterokrotnie większe niż ich ziemskie odpowiedniki. Każdy wir ma dwoje „oczu” – lokalne centra rotacji, które połączone są specyficznymi strukturami chmur, przypominającymi kształtem literę S. Cała struktura usytuowana jest tak, że biegun obrotu planety wypada mniej więcej pośrodku „S”. W literaturze anglojęzycznej te dwucentrowe wiry nazywane są niekiedy dipolami polarnymi. Jako całość rotują one z okresem około trzech dni ziemskich w kierunku superrotacji reszty atmosfery. Liniowe prędkości wiatru wynoszą 35–50 m/s koło ich granic zewnętrznych i zero na biegunach planety. Temperatura w górnej warstwie chmur jest dużo wyższa niż w otaczających pasach polarnych, osiągając 250 K (−23 °C). Uznaje się, że wiry polarne stanowią antycyklony, w których centrum występują prądy zstępujące, natomiast na brzegach z zimnymi pasami prądy wstępujące. Ten typ cyrkulacji przypomina zimowe polarne wiry antycyklonowe na Ziemi, szczególnie te występujące nad Antarktyką. Obserwacje w różnych zakresach podczerwieni wskazują, że ta antycyklonowa cyrkulacja może docierać dość nisko w atmosferze, aż do wysokości 50 km ponad poziomem gruntu, czyli do podstawy chmur. Polarna górna troposfera i mezosfera są bardzo dynamiczne – duże, jasne chmury potrafią pojawiać się i znikać na przestrzeni kilku godzin. Obserwacja takiego gwałtownego zjawiska przeprowadzona została przez Venus Express między 9 a 13 stycznia 2007, kiedy południowy obszar biegunowy zwiększył swoją jasność o 30%. Było to prawdopodobnie związane z wyrzutem dwutlenku siarki do mezosfery, który na tej wysokości skondensował i utworzył jasną mgłę. Przyczyna, dla której wiry polarne posiadają dwoje „oczu” zamiast jednego, pozostaje na razie niewyjaśniona.

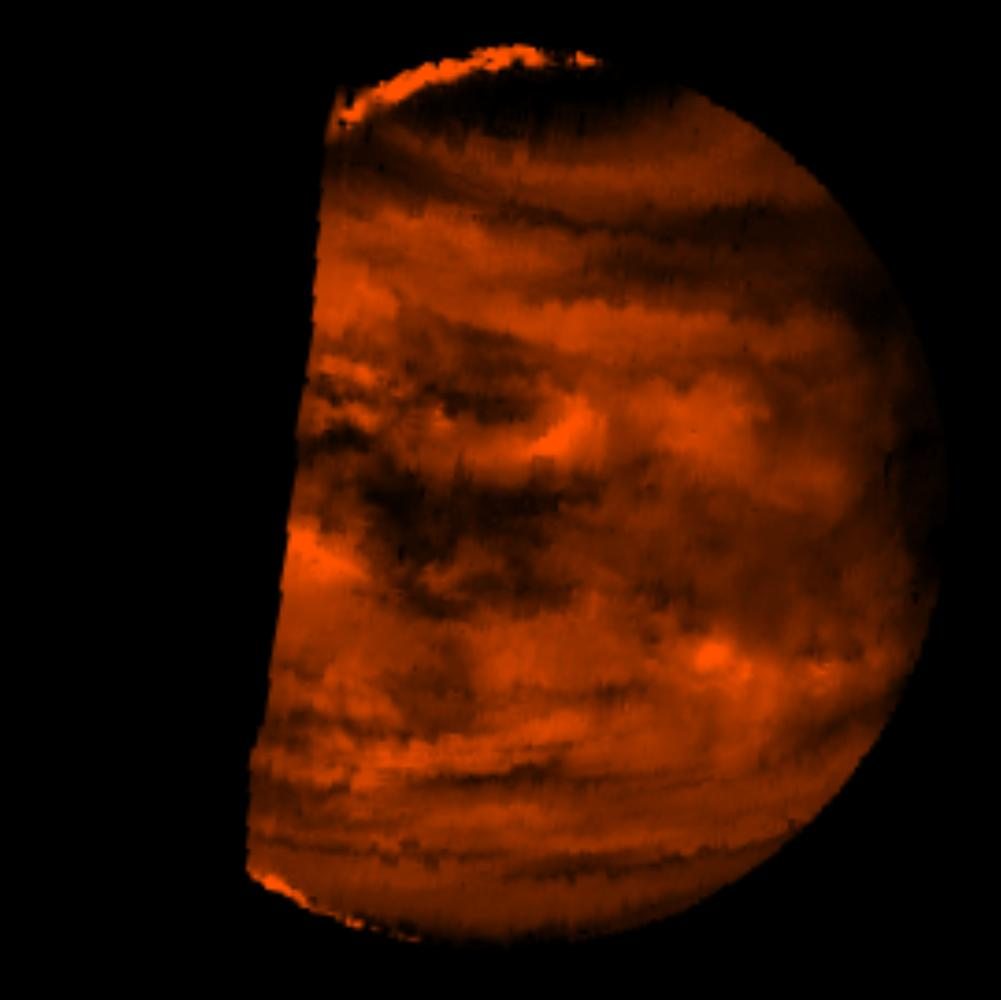
Zdjęcie głębszych warstw atmosfery Wenus, otrzymane w bliskiej podczerwieni (2,3 μm) przez sondę Galileo, przedstawione w umownej skali kolorystycznej. Ciemne plamy to kształty chmur, zasłaniających intensywne promieniowanie podczerwone bardzo rozgrzanych dolnych warstw atmosfery.

Pierwszy wir na Wenus odkryty został na biegunie północnym przez projekt Pioneer w 1978 roku. Odkrycie drugiego „dwuokiego” wiru na biegunie południowym dokonane zostało w roku 2006 przez Venus Express.

## Górne warstwy atmosfery i jonosfera

Schemat poszczególnych warstw atmosfery Wenus. Granice wyższych warstw (szczególnie położenie termopauzy) mogą zmieniać się w zależności od czynników, takich jak aktywność słoneczna. Kolory są umowne

Mezosfera Wenus rozciąga się pomiędzy wysokością ok. 62 km (tropopauza) a 90 km (mezopauza). Stanowi ona warstwę pomiędzy superrotującą troposferą, poniżej, a termosferą powyżej. Ponad termosferą, począwszy od termopauzy, następuje egzosfera, najbardziej zewnętrzna część atmosfery planety. Gęstość gazu jest w niej na tyle niewielka, że cząsteczki o wysokiej energii uciekają w przestrzeń kosmiczną, zanim zdążą zawrócić w wyniku zderzeń z innymi cząsteczkami. Pułap, na którym znajduje się termopauza, przyjmowany jest na około 250 km.
Mezosferę Wenus podzielić można na dwie warstwy: dolną pomiędzy 62 a 73 km, oraz górną pomiędzy 73 a 95 km wysokości. Dolna warstwa pokrywa się z górną warstwą chmur i wyróżnia niemal stałą temperaturą 230 K (−43 °C). W górnej warstwie ponownie zaczyna się spadek temperatury, która osiąga około 165 K (−108 °C) na wysokości 95 km, gdzie zaczyna się mezopauza. Mezopauza stanowi granicę pomiędzy mezosferą a termosferą i znajduje się na wysokości 95–120 km; po jej dziennej stronie temperatura ponownie wzrasta do stałej wartości około 300–400 K (27–127 °C). Po drugiej, nocnej stronie Wenus sytuacja jest odwrotna – temperatura termosfery wynosi nawet 100 K (−173 °C), co czyni ją najzimniejszą częścią Wenus. Obszar ten bywa nawet nazywany kriosferą.
Dzięki obserwacjom okultacji gwiezdnych sonda Venus Express wykazała, że mgła atmosferyczna po nocnej stronie Wenus rozciąga się dużo wyżej niż na nasłonecznionej półkuli. Po dziennej stronie warstwa chmur ma grubość 20 km i ciągnie się do 65 km nad poziom gruntu, tymczasem na półkuli nocnej chmury, składające się z gęstej mgły, osiągają wysokość 90 km nad powierzchnię planety, czyli zdecydowanie wkraczają w obszar mezosfery. Bardziej przejrzyste mgły ciągną się nawet do 105 km. W roku 2011 Venus Express odkryła ponadto, że planeta posiada cienką warstwę ozonową na wysokości 100 km.
Przyjmując za kryterium poziom jonizacji gazów atmosferycznych, możliwe jest wyróżnienie jonosfery. Znajduje się ona na wysokości 120–260 km, i pokrywa się w znacznym stopniu z termosferą, a także częściowo egzosferą. Warto zaznaczyć, że te granice są dość płynne i zależą między innymi od czynników, takich jak aktywność słoneczna i położenie planetograficzne. Wysoki poziom jonizacji utrzymuje się jedynie po dziennej stronie planety, po nocnej natomiast jest niemal zerowa. Jonosfera Wenus składa się z trzech warstw: v1 pomiędzy 120 a 130 km, v2 między 140 a 160 km oraz v3 między 200 a 250 km, z możliwą dodatkową warstwą około 180 km nad powierzchnią. Najwyższa objętościowa gęstość elektronów, wynosząca 3×1011 m−3, osiągana jest w warstwie v2 w okolicach punktu podsłonecznego. Górna granica jonosfery, czyli jonopauza, znajduje się na wysokościach 220–375 km i oddziela plazmę pochodzącą z planety od tej z indukowanej magnetosfery. W warstwach v1 i v2 dominują jony O2+, natomiast w warstwie v3 jest to O+. Plazma jonosfery znajduje się w ruchu – odpowiadają za to głównie procesy słonecznej fotojonizacji po stronie dziennej i rekombinacji na półkuli nocnej. Ten przepływ plazmy zdaje się być wystarczająco intensywny, aby utrzymać gęstość jonów po stronie zacienionej na poziomie bardzo zbliżonym, co do mediany, do strony nasłonecznionej.

### Cyrkulacja w górnych warstwach atmosfery
Schematy cyrkulacji w górnej mezosferze i termosferze Wenus są całkowicie odmienne od tych w niższych częściach atmosfery. Na wysokościach 90–150 km nagrzane i częściowo zjonizowane powietrze przemieszcza się z dziennej na nocną stronę planety, z prądami wstępującymi na półkuli nasłonecznionej i zstępującymi na półkuli nocnej. Ruch zstępujący powoduje adiabatyczne ogrzewanie gazów, które tworzą ciepłą warstwę po nocnej stronie mezosfery, na wysokościach 90–120 km. Temperatura tej warstwy wynosi 230 K (−43 °C), czyli znacznie więcej niż średnia temperatura nocnej termosfery 100 K (−173 °C). Ponadto przynoszone tam ciepłe powietrze z dziennej półkuli niesie ze sobą atomowy tlen, który rekombinuje, tworząc wzbudzone cząsteczki zwane tlenem singletowym (1Δg). Tlen ten następnie ulega relaksacji, emitując promieniowanie podczerwone o długości fali 1270 nm, pochodzące z warstwy na wysokości 90–100 km nad powierzchnią planety. Zjawisko to często obserwowane jest przez teleskopy naziemne oraz przyrządy sond kosmicznych. Nocna, górna mezosfera i troposfera Wenus są również źródłem emisji pochodzących od cząsteczek CO2 i tlenku azotu, które odpowiedzialne są za jej niską temperaturę.

## Indukowana magnetosfera

Schemat interakcji Wenus z wiatrem słonecznym. Pokazane są składowe magnetosfery planety.

Planeta Wenus nie posiada pola magnetycznego. Przyczyna jego braku nie jest jasna, ale prawdopodobnie powiązana z powolną rotacją planety lub brakiem konwekcji w jej płaszczu. Niemniej planeta posiada indukowaną magnetosferę tworzoną przez pole magnetyczne Słońca niesione przez wiatr słoneczny, co można sobie wyobrazić jako linie pola magnetycznego Słońca zaginające się o przeszkodę, jaką stanowi Wenus.
Od strony Słońca magnetosfera wywołuje magnetohydrodynamiczną falę uderzeniową, powstającą w wyniku zderzenia cząstek plazmy wiatru słonecznego z tymi, których ruch zdominowany jest przez magnetosferę. Bezpośrednio nad punktem podsłonecznym fala uderzeniowa znajduje się 1900 km (0,3 promienia planety) powyżej powierzchni Wenus. Odległość ta została zmierzona w roku 2007, około minimum aktywności słonecznej, a w maksimum może ona być kilkukrotnie wyższa. Dalej w stronę planety znajduje się otok magnetosfery – obszar przejściowy, gdzie pole magnetyczne Wenus jest dość słabe, a układ jego linii podlega silnym lokalnym wahaniom. Właściwa magnetosfera zaczyna się na wysokości około 300 km nad powierzchnią planety, wraz z magnetopauzą. W zewnętrznej części magnetosfery znajduje się magnetyczna bariera – lokalnie silniejsze pole magnetyczne, które, przynajmniej w okresach minimum aktywności słonecznej, wystarcza do powstrzymania plazmy słonecznej przed penetrowaniem w głąb atmosfery. Pole magnetyczne bariery osiąga do 40 nT. Jeszcze bliżej powierzchni, na wysokości 250 km zaczyna się jonosfera i właściwa atmosfera planety. Od „strony zawietrznej” Wenus znajduje się długi ogon magnetosfery, z występującymi tam niezwykle cienkimi warstwami przenoszących prąd elektryczny jonów. Ciągnie się on do dziesięciu promieni Wenus od planety i jest najbardziej aktywną częścią jej magnetosfery. Zachodzą w nim rekoneksje magnetyczne, a naładowane cząstki mogą być gwałtownie przyspieszane. Energia elektronów w ogonie magnetosfery wynosi około 100 eV, a jonów około 1000 eV.
Ze względu na brak własnego pola magnetycznego Wenus wiatr słoneczny może penetrować egzosferę planety stosunkowo głęboko, powodując znaczną utratę atmosfery. Utrata ta odbywa się głównie poprzez ogon magnetosfery i dotyczy przede wszystkim jonów O+, H+ i He+. Stosunek uciekających jonów wodoru do tlenu wynosi prawie dokładnie 2:1, co oznacza, że sumarycznie tracona jest woda.
29 stycznia 2013 roku naukowcy z ESA donieśli, że jonosfera Wenus ciągnie się za planetą (patrząc od strony Słońca) w sposób zbliżony do warkocza kometarnego.

## Chmury
Chmury na Wenus są grube i składają się z dwutlenku siarki oraz kropelek kwasu siarkowego. Albedo sferyczne tych chmur (ilość światła odbijanego przy założeniu bliskiego zera kąta fazowego) to około 75%, natomiast albedo geometryczne (średnia ważona ilości odbijanego światła, uwzględniająca różne kąty fazowe w poszczególnych punktach tarczy planety) to około 84%. Tak mocne odbijanie światła słonecznego padającego na planetę stanowi główny czynnik uniemożliwiający obserwację jej powierzchni w zakresie światła widzialnego. Albedo geometryczne Wenus jest najwyższe pośród planet Układu Słonecznego, a ilość odbijanego przez chmury światła jest tak duża, że znajdujące się na niskiej orbicie sondy kosmiczne mogłyby mieć ogniwa słoneczne zamocowane od spodu i nadal zbierać w nie dostateczną ilość energii. Gęstość chmur jest wysoce zmienna, a najgęstsza warstwa znajduje się na wysokości około 48,5 km i osiąga 0,1 g/m³; dla porównania średnia zawartość wody w jednostce objętości przeciętnych chmur kłębiastych na Ziemi to 0,5 g/m³.
Mimo bardzo mocnego zachmurzenia, Wenus znajduje się na tyle blisko Słońca, że średni poziom natężenia oświetlenia na powierzchni planety wynosi 5000-10000 luksów i zbliżony jest do ziemskiego dnia ze znacznym zachmurzeniem.

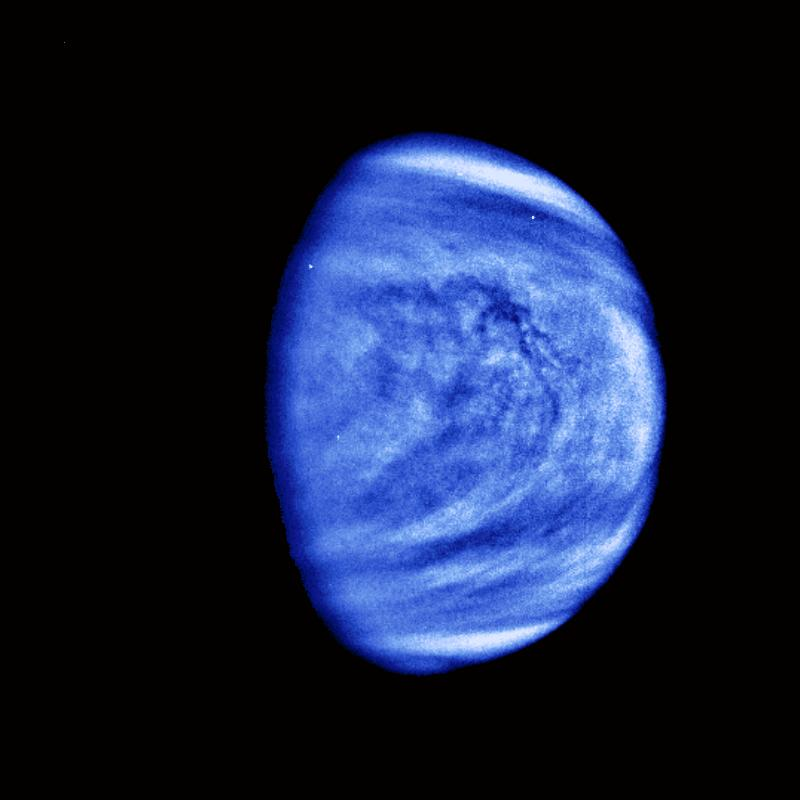
Fotografia wykonana przez sondę Galileo po drodze w stronę Jowisza, podczas jej przelotu koło Wenus w roku 1990. Mniejsze szczegóły chmur zostały podkreślone a niebieskawe zabarwienie zastosowane zostało aby zasugerować, że zdjęcie wykonano przez fioletowy filtr.

Kwas siarkowy, z którego kropelek składają się chmury, powstaje w górnych warstwach atmosfery w wyniku reakcji fotochemicznych inicjowanych przez promieniowanie słoneczne pomiędzy dwutlenkiem węgla, dwutlenkiem siarki oraz parą wodną. Fotony promieniowania ultrafioletowego o długości fali poniżej 169 nm mogą wywoływać fotodysocjację dwutlenku węgla do tlenku węgla i atomowego tlenu. Tlen ten jest wysoce reaktywny i może reagować z obecnym w atmosferze dwutlenkiem siarki, prowadząc do powstania trójtlenku siarki, który z kolei łączy się z parą wodną, tworząc kwas siarkowy.
CO2 → CO + O
SO2 + O → SO3
SO3 + H2O → H2SO4
W atmosferze występują deszcze kwasu siarkowego, jednak nie docierają one nigdy do powierzchni planety, ponieważ panująca tam temperatura wystarcza do ich odparowania – zjawisko to, znane jako virga, występuje też niekiedy na Ziemi. Podejrzewa się, że wysoka zawartość związków siarki w atmosferze wzięła się z intensywnego wulkanizmu u początku istnienia planety, a wysoka temperatura uniemożliwiła ich wtórne związanie w stałe związki na powierzchni, tak jak było to na Ziemi.

## Wyładowania atmosferyczne
Chmury na Wenus mogą generować wyładowania atmosferyczne, podobnie jak ma to miejsce na Ziemi. Występowanie piorunów było z początku podawane w wątpliwość poza Związkiem Radzieckim, ponieważ to jego sondy Wenera zarejestrowały pierwsze potencjalne wyładowania. W latach 2006–2007 sonda Venus Express zarejestrowała jednak fale elektromagnetyczne, które powiązano z wyładowaniami. Ich wzór intermitencji wskazuje na związek z procesami pogodowymi. Intensywność wyładowań na Wenus jest przynajmniej w połowie tak duża, jak na Ziemi.
Składające się na chmury kropelki kwasu siarkowego mogą się silnie elektryzować, co stwarza warunki do wystąpienia piorunów. Słaba indukowana magnetosfera Wenus zapewnia bardzo ograniczoną ochronę atmosfery przed promieniowaniem kosmicznym, które może prowadzić do elektryzacji i wyładowań elektrycznych pomiędzy chmurami.

## Ewolucja atmosfery

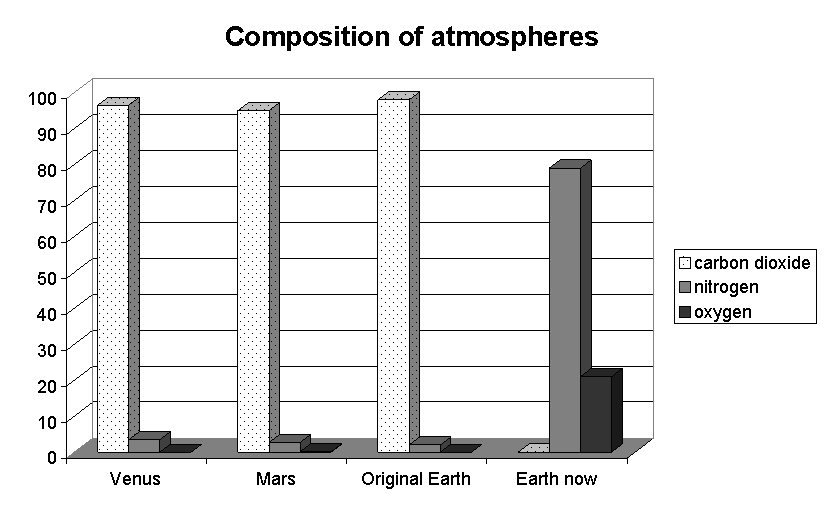
Porównanie składów atmosfer (od lewej) Wenus, Marsa, Ziemi na początku istnienia Układu Słonecznego oraz Ziemi dzisiaj. Kolor biały – dwutlenek węgla, szary – azot, czarny – tlen

Łącząc wyniki badań aktualnej struktury chmur i geologii powierzchni planety z faktem, że w ciągu ostatnich 3,8 miliarda lat jasność Słońca wzrosła o około 25%, uważa się, że atmosfera Wenus około 4 miliardy lat temu dużo bardziej przypominała ziemską, włącznie z występowaniem ciekłej wody na powierzchni. Niekontrolowany efekt cieplarniany mógł zostać wywołany przez wyparowanie wody powierzchniowej i idący za tym wzrost stężenia pozostałych gazów cieplarnianych. Z tego względu naukowcy badający zmiany klimatu na Ziemi poświęcają dużo uwagi atmosferze Wenus.
Na powierzchni planety nie występują formacje geologiczne, które mogłyby świadczyć o obecności ciekłej wody w ciągu ostatniego miliarda lat. Z drugiej strony nie ma podstaw, aby sądzić, że planeta ta jest wyjątkiem od procesów, które ukształtowały Ziemię i dostarczyły na nią wodę; być może pojawiła się ona już w trakcie akrecji, ze skalistych planetozymali które utworzyły Ziemię, bądź też później, w wyniku uderzeń komet. Powszechnym poglądem wśród badaczy jest, że woda mogła się utrzymać na powierzchni Wenus przez około 600 milionów lat, choć niektórzy, jak David Grinspoon, uważają, że mogło to trwać nawet dwa miliardy lat.
Ziemia we wczesnym hadeiku prawdopodobnie posiadała zbliżoną do Wenus atmosferę z ciśnieniem parcjalnym CO2 wynoszącym około 100 bar, temperaturą powierzchni 230 °C oraz być może nawet chmurami kwasu siarkowego. Stan ten utrzymywał się do około 4 miliardów lat temu, kiedy procesy tektoniczne oraz wczesne oceany odebrały CO2 i siarkę z atmosfery. Na wczesnym etapie swojego istnienia Wenus posiadała więc zapewne oceany wody podobnie do Ziemi, jednak tektonika podobna do ziemskiej zanikła, kiedy wyparowały. Wiek powierzchni planety szacowany jest na około 500 milionów lat, w związku z czym nie wykazuje ona żadnych śladów po tamtym okresie.

## Potencjalne życie na Wenus
Ze względu na trudne warunki na powierzchni tylko niewielka część planety została zbadana. Oprócz trwających dyskusji na temat, jak bardzo życie w kosmosie może odbiegać od ziemskiego, nie jest nawet jasne, jak różnorodne środowiska mogą być zasiedlone na Ziemi. Ekstremofile zamieszkują różne ekstremalne środowiska na Ziemi – termo- i hipertermofile żyją w temperaturach przekraczających temperaturę wrzenia wody, acydofile wytrzymują pH mniejsze niż 3, a niektóre organizmy należą do kilku z tych grup jednocześnie. Temperatura powierzchni Wenus (ponad 450 °C) jest jednak daleko poza zakresem tolerancji ziemskich ekstremofilów, który wynosi tylko dziesiątki stopni powyżej 100 °C.
Miejscem, gdzie mogłoby istnieć życie w postaci zbliżonej do ziemskiego, jest górna warstwa chmur – miejsce to proponowane było jako potencjalne siedlisko życia, w analogii do występowania bakterii żyjących i dzielących się w chmurach na Ziemi. Mikroby w gęstej, zachmurzonej atmosferze mogłyby być chronione przed promieniowaniem słonecznym przez zawieszone w powietrzu związki siarki. Wiatr słoneczny mógłby nawet być mechanizmem przenoszącym takie drobnoustroje z Wenus na Ziemię.
Atmosfera Wenus znajduje się na tyle daleko od stanu równowagi chemicznej, że niezbędne jest rozważenie przyczyn tego odchylenia. Analiza danych z misji Wenera, Pioneer i Magellan wykazała występowanie w górnych warstwach siarkowodoru (H2S), dwutlenku siarki (SO2), a także siarczku karbonylu (OCS). Dwa pierwsze związki reagują ze sobą, wobec czego ich utrzymujący się poziom w atmosferze świadczy o istnieniu mechanizmu ich regeneracji. Siarczek karbonylu z kolei jest trudny do uzyskania na drodze nieorganicznej, choć w jego przypadku wyjaśnieniem mogłaby być aktywność wulkaniczna planety.
Jednym z proponowanych źródeł energii dla mikroorganizmów w górnych warstwach chmur była absorpcja ultrafioletu słonecznego, co stanowiłoby wyjaśnienie dla ciemnych plam widocznych na niektórych zdjęciach planety w zakresie ultrafioletu. Tę spekulację podsycają odkryte w warstwach chmur niesferyczne cząsteczki cechujące się silną absorpcją ultrafioletu. W roku 2012 ich rozpowszechnienie i rozkład w zależności od wysokości zostały zbadane dzięki analizie zdjęć dostarczonych przez Venus Monitoring Camera sondy Venus Express, lecz mimo różnych proponowanych wyjaśnień, ich skład pozostaje nieznany. W roku 2016 zyskała na popularności teoria, mówiąca, że czynnikiem absorbującym jest ditlenek disiarki. W 2020 ogłoszono odkrycie w atmosferze Wenus obecności fosforowodoru (w ilości ok. 20 ppb). Ponieważ w naturze znany jest on dotąd wyłącznie jako produkt uboczny procesów życiowych bakterii beztlenowych przetwarzających fosforany przy użyciu wodoru – jego obecność może wskazywać na istnienie organizmów żywych także na Wenus. Nie wyklucza się jednak, że jego źródłem tam mogą być nieodkryte dotąd procesy foto- lub geochemiczne.

## Obserwacje i pomiary przeprowadzone z Ziemi

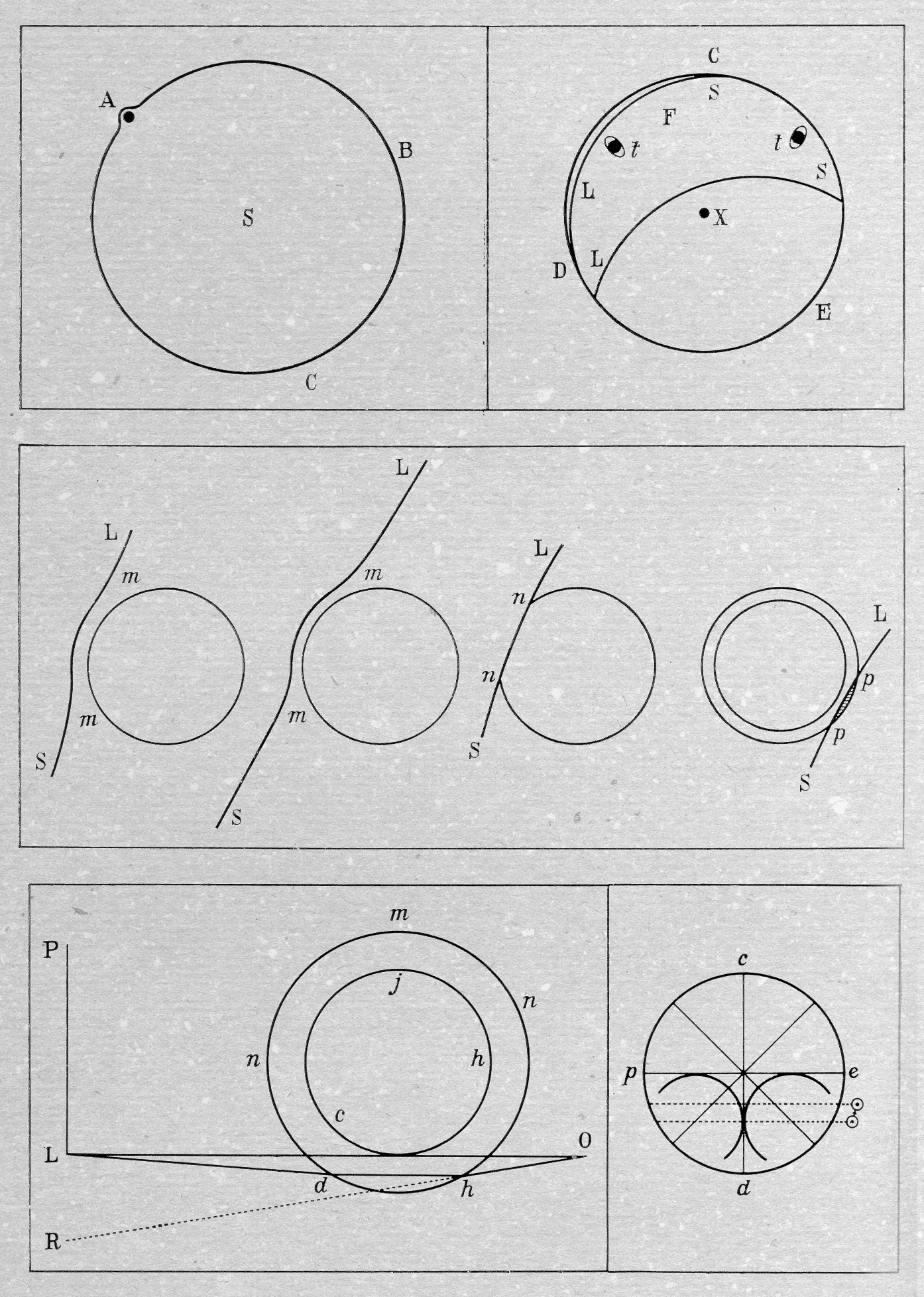
Rysunek autorstwa Michaiła Łomonosowa z jego opublikowanej w roku 1761 pracy dotyczącej odkrycia atmosfery na Wenus.

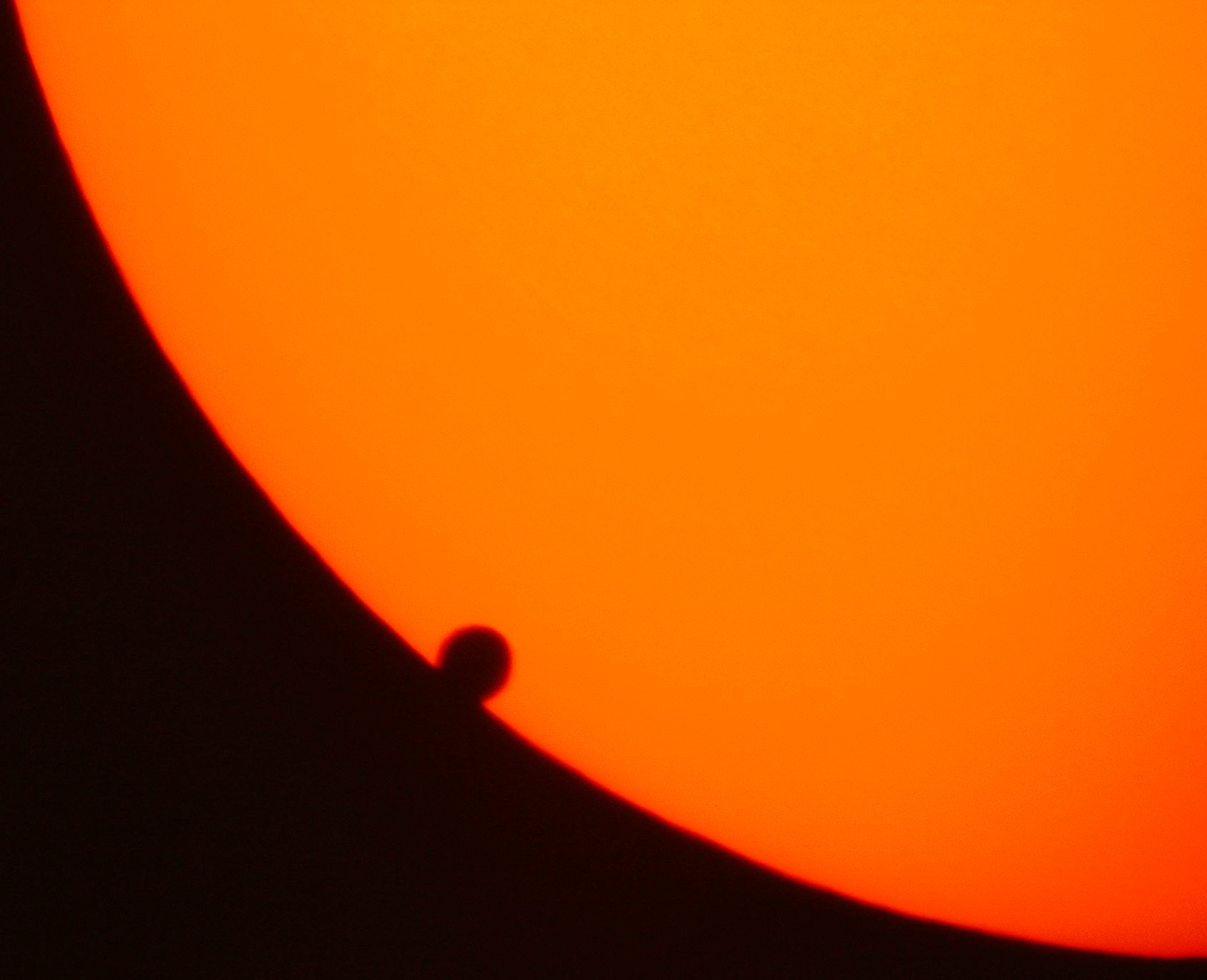
Wenus podczas tranzytu przez tarczę Słońca 8 czerwca 2004 roku. Tranzyty pozwalają obserwować światło słoneczne przebywające część swojej drogi przez atmosferę planety, dostarczając cennych informacji o górnych warstwach atmosfery poprzez pomiary spektroskopowe przeprowadzane z Ziemi.

Pierwszą osobą, która wysunęła hipotezę o obecności atmosfery na Wenus, był rosyjski uczony Michaił Łomonosow, który podczas końcowej fazy tranzytu Wenus w roku 1761 zaobserwował łuk światła po stronie planety, która nie była już bezpośrednio na tle Słońca. Zjawisko to tłumaczył refrakcją w atmosferze. W roku 1940 Rupert Wildt przeprowadził obliczenia, z których wynikało, że ilość dwutlenku węgla obecnego w atmosferze Wenus musiała doprowadzić temperaturę na powierzchni powyżej temperatury wrzenia wody. W 1962 wniosek ten został potwierdzony przez sondę Mariner 2, która przeprowadziła radiometryczne pomiary temperatury, a w roku 1967 Wenera 4 potwierdziła, że atmosfera składa się głównie z dwutlenku węgla.
Badanie górnych warstw atmosfery Wenus z Ziemi możliwe jest podczas rzadkiego zjawiska astronomicznego – tranzytu słonecznego. Ostatni tranzyt Wenus w XXI wieku miał miejsce w roku 2012 i pozwolił na uzyskanie ilościowych danych dotyczących składu chemicznego atmosfery – dzięki zastosowaniu techniki spektroskopii astronomicznej, w szczególności uzupełnienie danych o atmosferze na wysokości między 65 a 85 km. Ponieważ techniki pozwalające na dokładną analizę składu atmosfery w oparciu o rejestrowane spektrum osiągnęły wystarczający stopień rozwoju dopiero w roku 2001, była to dopiero druga taka okazja po poprzednim tranzycie w roku 2004 – wcześniejszy tranzyt Wenus miał miejsce w roku 1882, następny nastąpi natomiast dopiero w roku 2117. Pomiary w roku 2004 pozwoliły na określenie własności gazów na dużych wysokościach dzięki pomiarom absorpcji w funkcji długości fali rejestrowanego promieniowania, a dzięki pomiarom przesunięcia Dopplera udało się również ustalić prawidłowości w wiejących na planecie wiatrach.

## Nierozwiązane kwestie

### Wpływwulkanizmuna współczesną atmosferę Wenus
19 lipca 2009 roku Frank Melillo, astronom amator, zauważył wystąpienie nowej jasnej plamy w atmosferze Wenus. Po jego zgłoszeniu przejrzane zostały dane z sondy Venus Express, z których wynikało, że zaczęła się ona rozprzestrzeniać przynajmniej 4 dni przed tamtą obserwacją. Inne jasne plamy bywały już wcześniej obserwowane w atmosferze Wenus, ta jednak budzi szczególne zainteresowanie ze względu na swój bardzo lokalny charakter (zanim rozwiały ją wiatry). Jednym z proponowanych wyjaśnień jest aktywność wulkaniczna i związany z nią wyrzut materiału w górę atmosfery. Jest to hipoteza o tyle kontrowersyjna, że dotychczas nie ma jednoznacznych dowodów na występowanie wulkanizmu na Wenus, a wyrzut tak wysoko w atmosferę wymagałby bardzo potężnego wybuchu wulkanicznego. Inne możliwe wyjaśnienia to interakcja naładowanych cząstek wiatru słonecznego z atmosferą bądź zachodzące w niej fluktuacje.

### „Światło popielate” na Wenus
Zjawiskiem obserwowanym setki razy, począwszy od roku 1643, jest delikatne świecenie nocnej części tarczy Wenus. Jest to efekt empirycznie podobny do światła popielatego obserwowanego na Księżycu, lecz znacznie mniej intensywny. Mimo wielokrotnie powtarzanych obserwacji, w tym symultanicznych oraz przeprowadzanych przez zawodowych astronomów, część środowiska odrzuca ten efekt jako artefakt badawczy; inni natomiast postulują różne wyjaśnienia. W latach 80. XX wieku istniało podejrzenie, że odpowiadają za to wyładowania atmosferyczne. Mimo że ich występowanie na Wenus zostało potem potwierdzone, ich intensywność jest niewystarczająca do wyjaśnienia poświaty.

## Aktualna i planowana eksploracja

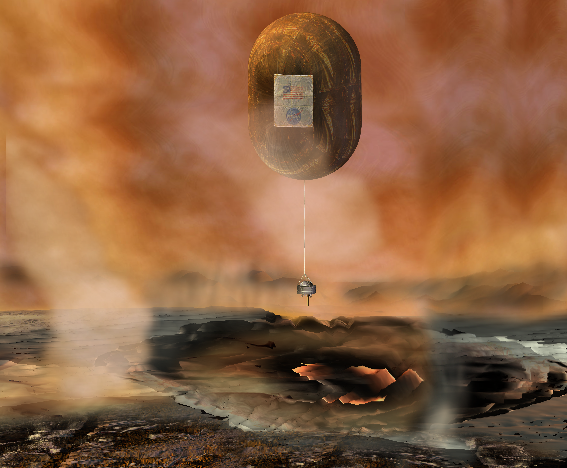
Venus In-Situ Explorer, próbnik postulowany w ramach projektu New Frontiers agencji kosmicznej NASA. Wizja artysty.

Venus Express orbitując wokół Wenus zbadał dość głębokie warstwy atmosfery za pomocą podczerwonej spektroskopii obrazującej w zakresie 0,25–5 µm. Sonda Akatsuki, wystrzelona w maju 2010 roku przez JAXA, miała przez okres dwóch lat badać planetę, w tym strukturę i zjawiska atmosferyczne, jednak w grudniu 2010 roku nie powiódł się manewr jej wejścia na orbitę. Drugie, udane podejście miało miejsce 7 grudnia 2015 roku. Jedna z jej pięciu kamer o nazwie „IR2” mierzy właściwości atmosfery planety poniżej warstwy chmur, a także rozkład przestrzenny i ruch śladowych składników atmosfery. Ze względu na dużą ekscentryczność orbity sonda ta znajduje się między 400 a 310 000 km od planety. Umożliwia to wykonywanie zdjęć w dużym zbliżeniu, potencjalnie może również umożliwić potwierdzenie aktywności wulkanicznej i obecności wyładowań atmosferycznych.
Misja Venus In-Situ Explorer proponowana w ramach programu New Frontiers agencji NASA ma pomóc w zrozumieniu procesów, które doprowadziły do zmiany klimatu na Wenus, a także stanowić krok na drodze do przeprowadzenia przyszłej misji pobrania i dostarczenia na Ziemię próbek z planety.

## Misje w dalszej perspektywie
Po tym, jak pierwsze misje odkryły ekstremalne warunki panujące na powierzchni Wenus, uwaga świata naukowego przesunęła się na inne cele, takie jak Mars. Mimo to proponowane były również następne misje na Wenus, których motywacją często było badanie słabo poznanej górnej warstwy atmosfery. W roku 1985 w ramach radzieckiego programu Wega zrzucono w atmosferę Wenus dwa balony badawcze, które funkcjonowały jedynie około dwóch dni ziemskich, do wyczerpania swoich baterii. Od tego czasu nie przeprowadzano żadnej eksploracji atmosfery. W roku 2002 Global Aerospace, jeden z podwykonawców NASA, zaproponował skonstruowanie balonu, który byłby w stanie spędzić w górnych warstwach atmosfery setki dni.
Geoffrey A. Landis zaproponował też koncepcję zasilanego solarnie bezzałogowego statku powietrznego, który to pomysł począwszy od wczesnych lat dwutysięcznych powracał co jakiś czas do debaty. Ze względu na wysokie albedo Wenus, która odbija większość padającego promieniowania słonecznego, na wysokości 60 km strumień światła odbitego wynosi 90% strumienia światła padającego, w związku z czym panele słoneczne mogłyby być zamontowane po obu stronach urządzenia i pracować z niemal równą wydajnością. W połączeniu z tym, że na planecie tej przyspieszenie grawitacyjne jest nieco niższe od ziemskiego, panuje wyższe ciśnienie atmosferyczne, a także tempo rotacji planety jest wolniejsze, ten sposób badania Wenus wydaje się stosunkowo łatwy do realizacji. Proponowany statek powietrzny automatycznie korygowałby swoją wysokość, starając się przebywać w strefie optymalnych warunków do funkcjonowania. Ponieważ dla poprawnie zabezpieczonej konstrukcji chmury kwasu siarkowego znajdujące się na tej wysokości nie powinny stanowić zagrożenia, mogłaby ona prowadzić badania pomiędzy 45 a 60 km nad powierzchnią planety aż do wystąpienia mechanicznej usterki, bądź innych nieprzewidzianych problemów. Landis proponował również zastosowanie łazików do eksploracji powierzchni planety, podobnych do marsjańskich Spirit i Opportunity, z tą różnicą, że łaziki na Wenus, zamiast daleko posuniętej autonomiczności, byłyby zdalnie sterowane radiowo z poruszającego się nad nimi statku latającego. W ten sposób możliwe jest uniknięcie konieczności montażu na nich skomplikowanych układów elektronicznych, których zabezpieczenie przed bardzo wysoką temperaturą, ciśnieniem i niskim pH było dotychczas czynnikiem limitującym czas życia próbników.
Plan rosyjskiej Federalnej Agencji Kosmicznej na lata 2006–2015 zakładał wystrzelenie sondy Wenera-D około roku 2024. Głównymi założeniami misji były: zbadanie struktury i składu chemicznego atmosfery, a także badania górnej atmosfery, jonosfery, pól elektrycznego i magnetycznego oraz tempa ucieczki.